# 卡拉菲斯坦村 (阿姆拉什縣)
卡拉菲斯坦村（波斯語：‎），是伊朗吉兰省阿姆拉什县中央區北阿姆拉什鄉的村。2006年人口普查顯示該村有110个家庭，人口为336人。